# Шрі Індраварман
Шрі Індраварман (кхмер. ឝ្រីន្ទ្រវម៌្ម) — король Фунана (до 434-після 438), наступник Каундіньї II.
Під час правління Шрі Індравармана Фунан розірвав військовий союз з Ліньї і відмовився брати участь в її війнах з державою Лю Сун. Можливо, це було викликано існуванням регулярних торгівельних зв'язків Фунана з портами Жяоті і Панюй (сучасний Гуанчжоу). З Фунану експортувалися вироби зі слонової кістки, золота, скла, ювелірні вироби, шовк певних сортів. Ввозився насамперед шовк китайського виробництва.